# Polarització circular

Els vectors de camp elèctric d'una ona electromagnètica polaritzada circularment. Aquesta ona està polaritzada circularment a la dreta, ja que la direcció de rotació del vector està relacionada per la regla de la dreta amb la direcció en què es mou l'ona; o polaritzat circularment a l'esquerra segons convenció alternativa.

En electrodinàmica, la polarització circular d'una ona electromagnètica és un estat de polarització en què, en cada punt, el camp electromagnètic de l'ona té una magnitud constant i gira a una velocitat constant en un pla perpendicular a la direcció de l'ona.
En electrodinàmica, la força i la direcció d'un camp elèctric es defineixen pel seu vector de camp elèctric. En el cas d'una ona polaritzada circularment, com es veu a l'animació adjunta, la punta del vector de camp elèctric, en un punt determinat de l'espai, es relaciona amb la fase de la llum a mesura que viatja a través del temps i l'espai. En qualsevol instant de temps, el vector de camp elèctric de l'ona indica un punt d'una hèlix orientat al llarg de la direcció de propagació. Una ona polaritzada circularment pot girar en un dels dos sentits possibles: polarització circular en sentit horari o dreta (RHCP) en què el vector del camp elèctric gira en sentit dret respecte a la direcció de propagació, i en sentit contrari a les agulles del rellotge o polarització circular manual a l'esquerra(LHCP) en què el vector gira en sentit esquerra.
La polarització circular és un cas límit de polarització el·líptica. L'altre cas especial és la polarització lineal més fàcil d'entendre. Els tres termes van ser encunyats per Augustin-Jean Fresnel, en un llibre de memòries llegit a l'Acadèmia Francesa de Ciències el 9. Desembre de 1822. Fresnel havia descrit per primera vegada el cas de la polarització circular, sense nomenar-lo encara, el 1821.
El fenomen de la polarització sorgeix com a conseqüència del fet que la llum es comporta com una ona transversal bidimensional.
La polarització circular es produeix quan els dos vectors de components del camp elèctric ortogonal són de la mateixa magnitud i estan fora de fase exactament 90°, o un quart de longitud d'ona.